# Nävlinge socken
Nävlinge socken i Skåne ingick i Västra Göinge härad, ingår sedan 1974 i Hässleholms kommun och motsvarar från 2016 Nävlinge distrikt.
Socknens areal är 37,08 kvadratkilometer varav 37,06 land. År 2000 fanns här 380 invånare.  Kyrkbyn Nävlinge med sockenkyrkan Nävlinge kyrka ligger i socknen.

## Administrativ historik
Socknen har medeltida ursprung. 
Vid kommunreformen 1862 övergick socknens ansvar för de kyrkliga frågorna till Nävlinge församling och för de borgerliga frågorna bildades Nävlinge landskommun. Landskommunen uppgick 1952 i Vinslövs landskommun som uppgick 1974 i Hässleholms kommun. Församlingen uppgick 2006 i Vinslövs församling.
1 januari 2016 inrättades distriktet Nävlinge, med samma omfattning som församlingen hade 1999/2000.  
Socknen har tillhört län, fögderier, tingslag och domsagor enligt vad som beskrivs i artikeln Västra Göinge härad. De indelta soldaterna tillhörde Norra skånska infanteriregementet, Västra Göinge kompani och Skånska husarregementet, Sandby skvadron, Sandby kompani.

## Geografi
Nävlinge socken ligger söder om Hässleholm på Nävlingeåsen. Socknen är en kuperad skogsbygd med höjder som når 148 meter över havet.
Byar i Nävlinge socken är Nävlinge, Röe, Maglehult, Attarp, Bodarp, Krokaröd, Östra Ejaröd och Västra Ejaröd.

## Fornlämningar
Från stenåldern finns en boplats. Från bronsåldern finns gravrösen. Från järnåldern finns rester av ett gravfält med  resta stenar.

## Namnet
Namnet skrevs omkring 1250 Näflingi och kommer från kyrkbyn. Efterleden är inbyggarbeteckningen inge. Förleden innehåller näf, 'näbb', 'utskjutande terrängparti' kanske syftande på en udde i sankmarken väster om byn..
Före 13 oktober 1913 skrevs namnet även Neflinge socken.